# Oreamnos americanus
La capra delle nevi (Oreamnos americanus de Blainville, 1816), o aplocero, è un mammifero artiodattilo diffuso solamente in Nordamerica. Malgrado il nome comune, non appartiene al genere Capra come le capre vere e proprie. Vive ad altitudini elevate ed è un'ottima arrampicatrice; spesso si rifugia su pareti rocciose dove non può essere raggiunta dai predatori.

## Classificazione
La capra delle nevi è un ungulato appartenente alla famiglia dei Bovidi, che comprende antilopi, gazzelle e bovini domestici. Precisamente fa parte della sottofamiglia dei Caprini, gruppo di trentatré specie comprendente le capre vere e proprie, le pecore, il camoscio e il bue muschiato. La capra delle nevi è l'unica specie vivente del genere Oreamnos, nome che deriva dai termini greci oros (da cui ore-), «montagna» (o, in alternativa, «Oreadi», le ninfe dei monti), e amnos, «agnello». Nel Pleistocene un'altra specie, Oreamnos harringtoni, era diffusa sempre in Nordamerica, ma più a sud; rispetto all'attuale, questa specie era più piccola, aveva un cranio più stretto e corna meno sviluppate.

## Descrizione
La capra delle nevi è caratterizzata dal mantello bianco e morbido fatto da due strati di peli: lo strato superiore è composto di peli ruvidi che formano una spessa criniera sul collo e sulla parte superiore delle zampe; quello più interno è invece lungo, folto e lanuginoso e serve per mantenere l'animale caldo.
Di dimensioni simili al capricorno di Sumatra, è un animale robusto, lungo 120–160 cm, pesa 140 kg al massimo e può raggiungere i 120 cm di altezza al garrese. Le corna sono nere e aguzze, più lunghe di quelle del capricorno e possono raggiungere anche i 30 cm di lunghezza.
Per la sua particolare conformazione anatomica, la capra delle nevi è capace di arrampicarsi fra rupi scoscese, inaccessibili agli altri ungulati. Infatti, i suoi piedi sono dotati di zoccoli corti e quadrati. Ogni unghia può adattarsi a un differente livello, il che permette all'animale di aggrapparsi ad asperità rocciose molto ineguali. I legamenti delle dita del piede sono molto elastici e facilitano il divaricamento degli zoccoli. Per discendere un rapido pendio, l'animale si serve dei suoi due speroni, cosa che non possono fare gli altri Bovidi.

## Distribuzione e habitat

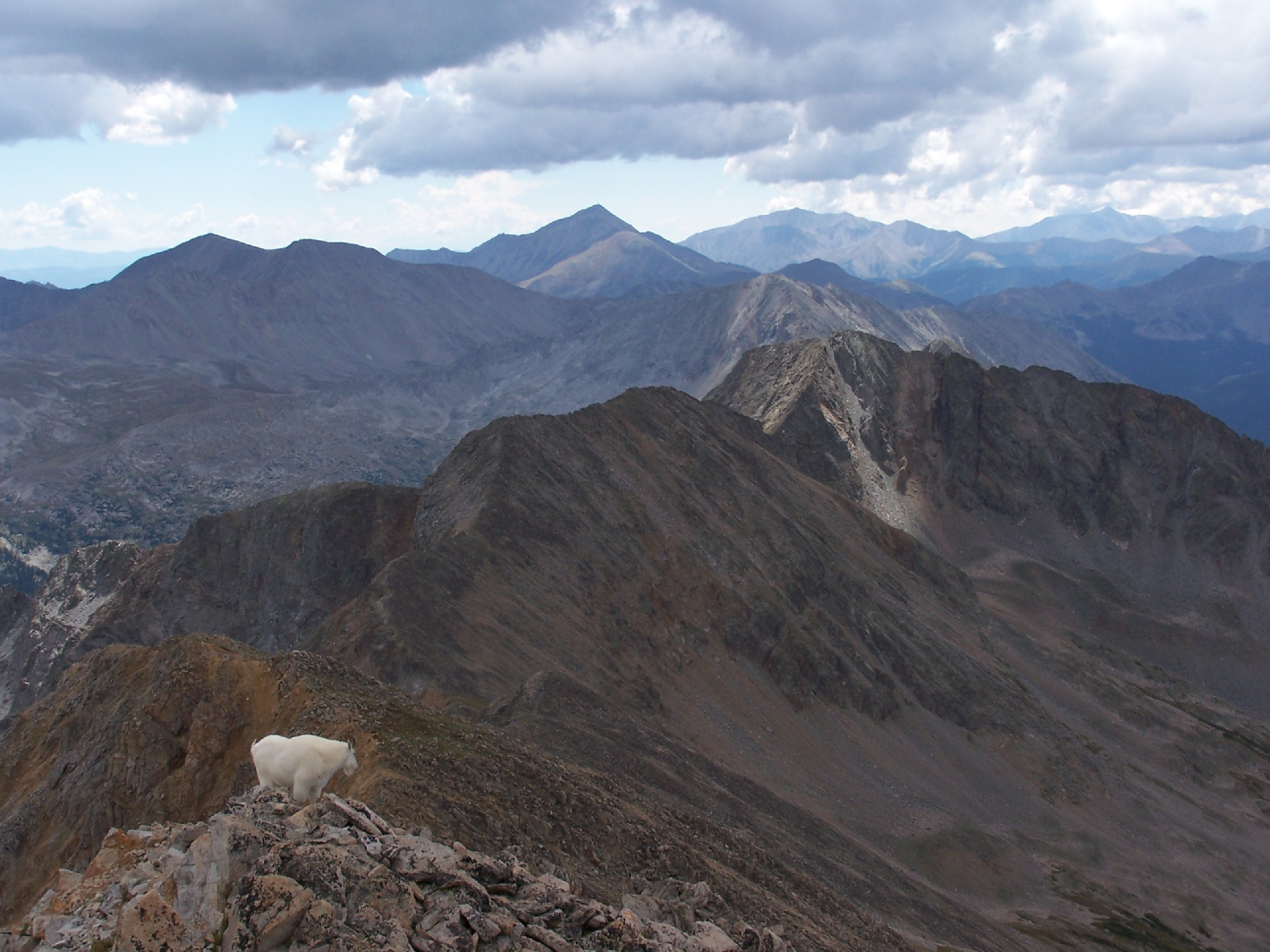
Una capra delle nevi nei pressi della cima del monte Huron (Colorado), alto 4269 m.

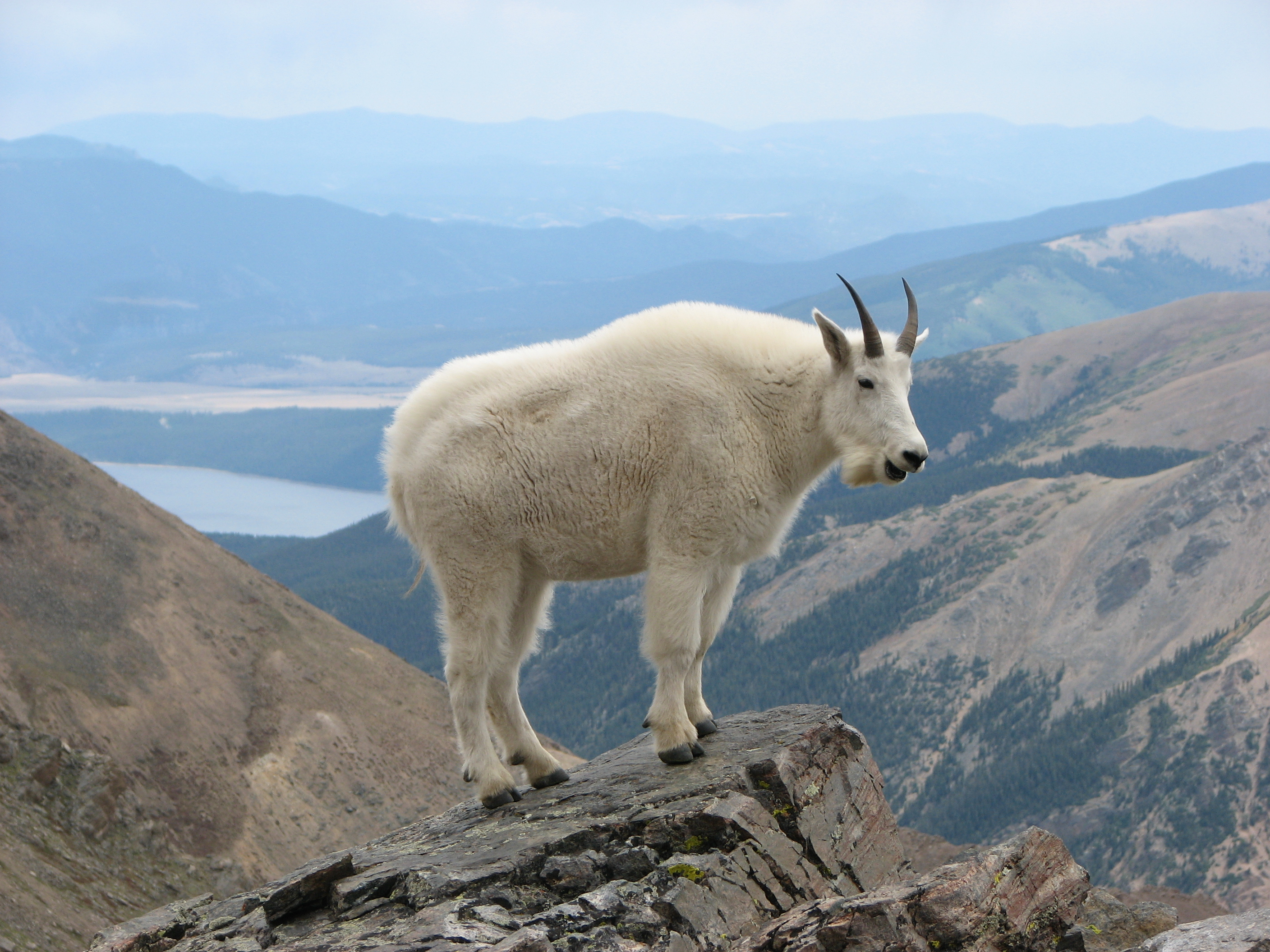
Capra delle nevi sul monte Massive (Colorado).

La capra delle nevi vive esclusivamente in Nordamerica, sulle Montagne Rocciose e sulla Catena delle Cascate, dalle regioni settentrionali di Stato di Washington, Idaho e Montana, attraverso Columbia Britannica e Alberta, fino allo Yukon meridionale e all'Alaska sud-orientale. Gli studiosi ritengono che la popolazione più settentrionale sia quella che vive lungo le pendici settentrionali dei monti Chugach, nell'Alaska centro-meridionale.
 Popolazioni introdotte a scopo venatorio, si incontrano anche in alcune aree di Wyoming, Utah, Nevada, Oregon, Colorado, Texas e Dakota del Sud, nonché nella Penisola Olimpica dello Stato di Washington.
Questa specie vive in piccoli gruppi, ma sono stati osservati raggruppamenti che arrivavano fino a 100 capi. Le capre delle nevi frequentano i prati elevati e riparano fra le rocce, sotto le falesie a strapiombo. Molto ghiotte di sale, esse conoscono saline e affioramenti di rocce salate che visitano a intervalli regolari. Questi luoghi attirano le capre, che percorrono considerevoli distanze per recarvisi, seguendo sempre gli stessi percorsi, tanto che le loro tracce finiscono per formare dei sentieri profondamente marcati nel suolo.

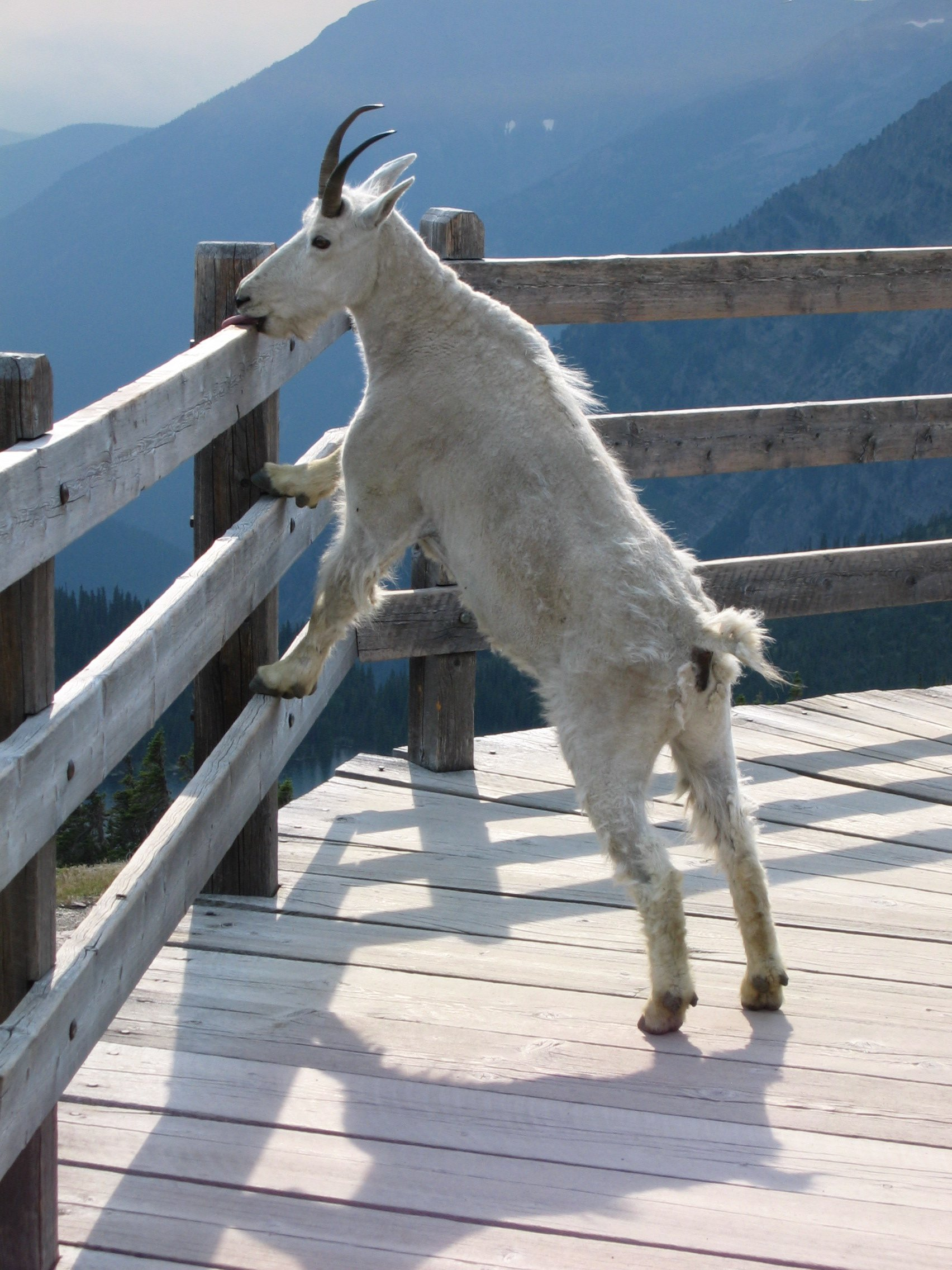
Una giovane capra delle nevi lecca il sale depositato su un corrimano.

## Biologia
Generalmente la capra delle nevi è di carattere docile. Si sposta camminando lentamente e non prende la corsa se non quando è spaventata; allora galoppa per alcune decine di metri, riprendendo poi la sua abituale andatura. Si arrampica senza sforzo e senza fretta ed avanza senza fatica nella neve profonda. Lungo pareti verticali, si avventura in passi dove nessuno stambecco oserebbe seguirla.

## Alimentazione
Il regime alimentare di questo ruminante è molto variegato. La capra delle nevi bruca praticamente ogni specie di vegetale a sua disposizione, fatto che le permette di sopravvivere in zone abbandonate dagli altri erbivori. Essa predilige i cespugli di Ceanothus, di Artemisia e di Shepherdia e non disdegna i germogli di conifere, che costituiscono il suo pasto consueto durante l'inverno, quando la spessa neve la costringe a discendere nelle zone boschive. Questa capra mangia, senza riceverne danno, piante di tossicità mortale per il bestiame domestico.
In cattività, la dieta di questo animale comprende cereali, erba medica, frutta e verdura.

## Riproduzione

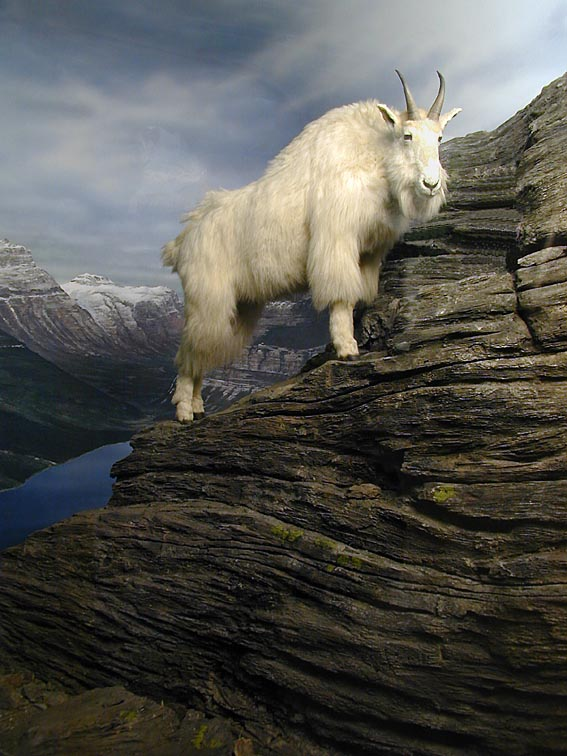
Capra delle nevi

In natura le capre delle nevi vivono solitamente 12-15 anni e la durata della loro vita è strettamente correlata all'indebolimento dei loro denti. Negli zoo, tuttavia, possono vivere fino a 16-20 anni. I capretti nascono in primavera (a fine maggio o ai primi di giugno), dopo una gestazione di sei mesi. Le femmine danno alla luce i piccoli, di solito uno, dopo essersi appartate in un luogo isolato; dopo il parto, leccano il piccolo per pulirlo e ingeriscono la placenta. I capretti, che alla nascita pesano poco più di 3 kg, iniziano a correre e arrampicarsi (o quantomeno provano a farlo) dopo poche ore. Sebbene vengano svezzati nell'arco di un mese, rimangono con la madre per tutto il primo anno di vita (o fino a che la femmina non partorisce di nuovo, se questo non avviene durante la stagione successiva); le femmine li proteggono dai pericoli, affrontando coraggiosamente i predatori e posizionandosi dietro di loro mentre si arrampicano su ripidi pendii per evitare cadute libere. Le capre delle nevi raggiungono la maturità sessuale a circa trenta mesi. L'attività riproduttiva comincia in ottobre, raggiunge il suo culmine in novembre per poi declinare e cessare ai primi di gennaio.
All'inizio della stagione degli amori si formano gruppi misti di maschi e femmine e i maschi diventano più intolleranti del solito verso i rivali. I primi tentativi di corteggiamento sono piuttosto timidi e le femmine, che non sono ancora ricettive, reagiscono alle avances dei maschi con minacce e cornate e li costringono spesso a battere in ritirata. Questi ultimi, da parte loro, occupano parte del tempo a scavare buche colpendo il suolo con gli zoccoli anteriori. Spesso urinano nelle buche e poi vi si sdraiano: il bel mantello bianco diventa rapidamente sudicio e comincia a puzzare. I maschi più giovani non si dedicano a questa attività con lo stesso impegno degli adulti e il loro mantello resta quasi pulito. Poiché si è osservato che gli individui più sporchi e puzzolenti sono quelli che hanno maggior successo presso le femmine, si suppone che tale comportamento serva per dimostrare agli altri componenti del gruppo, maschi e femmine, quali sono gli animali dominanti e in grado di riprodursi. Quando le femmine vengono avvicinate dai maschi maleodoranti, sono molto più sottomesse che agli inizi della stagione riproduttiva; il maschio controlla ogni femmina annusandole la zona genitale per sapere se è in estro.
Quando due maschi adulti sono in competizione, si minacciano con un lungo rituale: si mettono uno di fianco all'altro con le teste che guardano in direzione opposta, tenendole abbassate fino quasi a nasconderle fra le zampe anteriori. Sollevano quindi le spalle per sembrare più imponenti. A volte però nessuno dei due animali si arrende davanti all'ostentazione di tanta forza fisica ed essi passano quindi al combattimento vero e proprio, in genere a colpi di corna diretti al ventre e ai quarti posteriori. Le capre delle nevi hanno la pelle della parte posteriore del corpo molto spessa, che serve loro come protezione, ma, durante questi combattimenti, riescono a infliggersi ferite gravi o addirittura mortali. Sia i maschi che le femmine si accoppiano solitamente con più partner durante la stagione degli amori, nonostante alcuni maschi tentino in tutti i modi di tenere lontani altri membri dello stesso genere dalle femmine del suo gruppo. Dopo il periodo della riproduzione maschi e femmine si separano e i primi si radunano in piccole bande di due o tre capi. I gruppi di femmine, invece, possono essere composti anche da 50 esemplari.

## Nemici

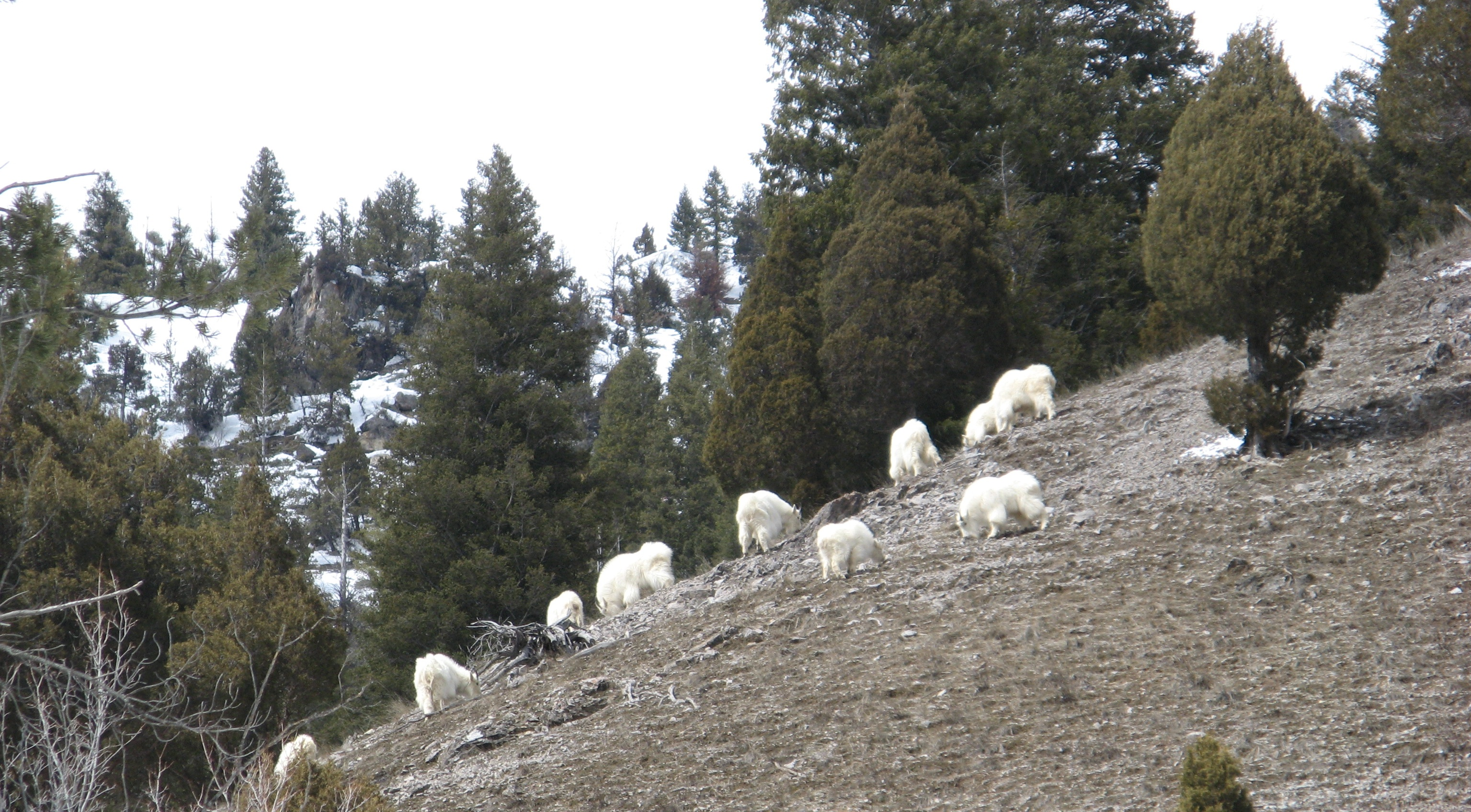
Capre delle nevi presso Alpine Junction (Wyoming).

La capra delle nevi ha pochi nemici naturali oltre all'uomo, che l'ha cacciata nel passato e continua ancora oggi. Anche i lupi cercano di aggredirla, ma non è una preda facile perché cerca rifugio sui pendii rocciosi scoscesi dove il lupo non riesce a inseguirla. Questa capra si difende bene anche dagli altri predatori, comprese le aquile, utilizzando le sue corna aguzze. Per i piccoli la vita è più difficile perché sono prede più facili per vari tipi di carnivori come i puma, gli orsi bruni, i lupi, i coyote e le aquile.
Talvolta le capre delle nevi si sono dimostrate aggressive anche nei confronti dell'uomo ed almeno in un caso i loro attacchi si sono dimostrati fatali.

## Lana
Malgrado le capre delle nevi non siano mai state addomesticate e sfruttate commercialmente per la loro lana, i popoli indigeni precolombiani della costa pacifica nord-occidentale la raccoglievano in giro per la foresta, quando questi animali effettuavano la muta primaverile, per confezionare abiti.